# 러브, 웨딩, 메리지
《러브, 웨딩, 메리지》(영어: Love, Wedding, Marriage)는 미국에서 제작된 더멋 멀로니 감독의 2011년 로맨틱 코미디 영화이다. 맨디 무어, 켈런 러츠 등이 출연하였고, 미셸 히직 소와 등이 제작에 참여하였다.

## 출연
- 맨디 무어
- 켈런 러츠
- 제인 시모어
- 제임스 브롤린
- 제시카 조어
- 마이클 웨스턴
- 마르타 주무다 트셰비아토프스카
- 리처드 리드
- 크리스토퍼 로이드
- 알렉시스 데니소프
- 앨리슨 해니건
- 콜린 캠프
- 앤드루 키건
- 조 크레스트
- 세라 라이빙
- 빌리 슬로터
- 줄리아 로버츠
- 마이클 샤워스

## 기타 제작진
- 협력 제작: 세르게이 베스팔로프
- 배역: 낸시 네이어
- 미술: 카를로스 메넨데스
- 의상: 앤트워넷 메섬
- 분장: 스티브 아트먼트
- 헤어: 마고 폭스
- 제작 관리: 제럴드 W. 램버트
- 조감독: 킴 바너드, 앨릭스 코프